# Bakuchiol
El bakuchiol amb fórmula química C18H24O, és un meroterpè (un compost químic que té una estructura parcial de terpenoides) a la classe terpenophenol. Es troba en Psoralea corylifolia i en Otholobium pubescens.
Un estudi en rates suggereix que els extractes bakuchiol i etanol de la planta medicinal xinesa Psoralea corylifolia podrien protegir contra la pèrdua òssia. El bakuchiol aïllat de P. corylifolia ha mostrat activitat enfront de nombrosos patògens orals grampositius i gramnegatius. Va ser capaç d'inhibir el creixement de Streptococcus mutans en virtut d'un rang de concentracions de sacarosa, valors de pH i en presència d'àcids orgànics en una manera depenent de la temperatura i també va inhibir el creixement de cèl·lules adherides a una superfície de vidre.